# Catocala umbella
Catocala umbella là một loài bướm đêm trong họ Erebidae.